# لیلاند هاجسن
لیلاند هاجسِن (انگلیسی: Leyland Hodgson؛ ‏ ۵ اکتبر ۱۸۹۲ – ۱۶ مارس ۱۹۴۹) بازیگر اهل ایالات متحده آمریکا بود.

## گزیدهٔ فیلم‌شناسی
- ماجرا در منهتن
- گریک بزرگ
- شاهزاده و گدا
- بوکانیر
- مردان بسیار احمقند
- بولو
- پیروزی سیاه
- ماجراهای شرلوک هولمز
- فصل باران آمد
- مرد نامرئی بازمی‌گردد
- کاپیتان محتاط
- لیلیان راسل
- باک بانی دوباره می‌راند
- دستگاه اطلاعاتی بریتانیا
- ماه بر فراز میامی
- اسکاتلندیارد
- زن سنگاپور
- خشم در بهشت
- مرد گرگ‌نما
- شرلوک هولمز و بانگ وحشت
- شرلوک هولمز و سلاح مخفی
- شرلوک هولمز در واشینگتن
- بودن یا نبودن
- الکی‌خوش
- صحرا
- دونا
- هیچ جز قلب تنها
- مروارید مرگ
- ولوت ملی
- هیچ‌چیز بجز دردسر
- روح یخ‌زده
- میدان خماری
- زیبای سیاه
- در لباسی خیره‌کننده
- قتل در شب
- سه بیگانه
- هر کس سوی خودش
- کلکته
- سنگاپور
- تندر در میانکوه
- ژان دارک
- پیکان سیاه
- مومیایی
- شاهین دریا